# Arboricoltura da legno
L'arboricoltura da legno è una disciplina tecnica, branca dell'arboricoltura, che si occupa della realizzazione e della gestione di piantagioni di specie arboree finalizzate alla produzione di determinati assortimenti legnosi nella massima quantità possibile. 
Si tratta di piantagioni generalmente coetanee e monospecifiche od oligospecifiche, localizzate in aziende agricole o aziende agroforestali su terreni fertili, pianeggianti o poco pendenti e comunque facilmente accessibili dai mezzi meccanici. Scopo dell'arboricoltura da legno, a differenza della silvicoltura, è la massimizzazione della produzione del materiale legnoso, che nel momento economicamente e commercialmente ottimale, viene totalmente asportato al fine di trarne legname che verrà utilizzato per gli scopi più disparati.

## Principali specie coltivate
Le piantagioni da legno vengono governate a fustaia o a ceduo. Le specie arboree più utilizzate in Italia sono alcune conifere nordamericane appartenenti ai generi pinus e pseudotsuga, tra le latifoglie principalmente il pioppo ed in misura minore altre specie come l'eucalipto, il noce ed il ciliegio selvatico le ultime due considerate specie a legno pregiato, di seguito riportiamo l'elenco delle principali specie arboree coltivate, elencate in ordine alfabetico secondo il nome scientifico con accanto il nome comune:
- Conifere:
  - Abies (Abete):
    - Abies alba Mill. (= Abies pectinata DC. (Abete bianco)
    - Abies cephalonica Loud. & Lk. (Abete di Cefalonia)
    - Abies nordmanniana Spach (Abete del Caucaso)
    - Abies numidica de Lannoy (Abete algerino)
    - Abies pinsapo Boiss. (Abete di Spagna)

  - Cedrus (Cedro):
    - Cedrus atlantica Manetti (Cedro africano)
    - Cedrus brevifolia Henry (Cedro di Cipro)
    - Cedrus deodara Lawson (Cedro dell'Himalaya)
    - Cedrus libani A. Rich. (Cedro del Libano)

  - Chamaecyparis lawsoniana Parl. (Cipresso di Lawson)
  - Cryptomeria japonica Don (Crittomeria)
  - Cupressus (Cipresso):
    - Cupressus arizonica Greene (Cipresso dell'Arizona)
    - Cupressus macrocarpa Hartw. (= Cupressus lambertiana Carr.) (Cipresso della California)
    - Cupressus sempervirens L. (Cipresso comune)

  - Juniperus (Ginepro):
    - Juniperus communis L. (Ginepro comune)
    - Juniperus macrocarpa S. & S. (Ginepro coccolone)
    - Juniperus oxycedrus L. (Ginepro rosso) o (Appeggi)
    - Juniperus phoenicea L. (Ginepro licio)
    - Juniperus sabina L. (Ginepro sabina)
    - Juniperus virginiana L. (Ginepro virginiano)

  - Larix (Larice)
    - Larix europea DC. (Larice)
    - Larix leptolepis Gord. (= Larix kaempferi Sargent) (Larice giapponese)

  - Picea (Picea)
    - Picea abies (L.) H.Karst. (Abete rosso)
    - Picea smithiana (Wall.) Boiss. (Peccio dell'Himalaya)
    - Picea omorika (Panč.) Purk (Peccio di Serbia)
    - Picea orientalis Lk. & Carr. (Peccio del Caucaso)
    - Picea pungens Engelm. (Peccio del Colorado)

  - Pinus (Pino):
    - Pinus brutiaTen. (Pino bruzio)
    - Pinus canariensis Smith (Pino delle Canarie)
    - Pinus cembra L. (Pino cembro o Cirmolo)
    - Pinus excelsa Wall. (Pino eccelso)
    - Pinus halepensis Mill. (Pino d'Aleppo)
    - Pinus heldreichii Christ. var. leucodermis Ant. (Pino loricato)
    - Pinus mugo (Pino montano)
    - Pinus nigra Arn. var. austriaca Hoess (Pino nero d'Austria)
      - Pinus nigra Arn. var. austriaca Hoess fo. Villetta Barrea (Pino di Villetta Barrea)

    - Pinus nigra Arn. var. cebennensis Rehd. (Pino laricio delle Cevenne)
    - Pinus nigra Arn. var. laricio Poir. fo. calabrica Loud. (Pino laricio di Calabria)
    - Pinus nigra Arn. var. laricio Poir. fo. corsicana Loud. (Pino laricio di Corsica)
    - Pinus nigra Arn. var. hispanica Hort. (Pino laricio di Spagna)
    - Pinus pinaster (Pino marittimo)
    - Pinus pinea L. (Pino domestico)
    - Pinus ponderosa Douglas (Pino giallo)
    - Pinus radiata Don (= Pinus insignis Dougl.) (Pino insigne)
    - Pinus rigida Mill. (Pino rigido)
    - Pinus sylvestris L. (Pino silvestre)
    - Pinus strobus L. (Pino strobo)

  - Pseudotsuga douglasi Carr. (= Pseudotsuga taxifolia britt.) (Abete odoroso d'America o Douglasia)
  - Sequoia (Sequoia):
    - Sequoia gigantea Lindl. (= Wellingtonia gigantea Lindl.) (Sequoia gigantesca)
    - Sequoia sempervirens Endl. (Sequoia sempreverde)

  - Taxodium distichum Rich. (Tassodio)
  - Thuja (Tuia):
    - Thuja gigantea Nutt. (= Thuja plicata Don) (Tuia maggiore)
    - Thuja occidentalis L. (Tuia occidentale)
- Latifoglie:
  - Acacia sp. (Acacie)
  - Acer (Acero):
    - Acer campestre L. (Acero campestre, Testucchio, Loppo o Oppio)
    - Acer monspessulanum L. (Acero minore)
    - Acer negundo L. (Acero negundo)
    - Acer opalus Mill. (Acero napoletano)
    - Acer platanoides L. (Acero riccio, Acero platano, Cerfico o Platanaria)
    - Acer pseudoplatanus L. (Acero montano, Fico o Loppone)

  - Aesculus hippocastanum L. (Ippocastano)
  - Ailanthus glandulosa Desf. (Ailanto o Albero del paradiso)
  - Alnus (Ontano):
    - Alnus cordata Desf. (Ontano napoletano)
    - Alnus glutinosa Vill. (Ontano nero)
    - Alnus incana Vill. (Ontano bianco)
    - Alnus viridis L. (Ontano verde)

  - Arbutus unedo L. (Corbezzolo)
  - Betula alba L. (Betulla)
  - Carpinus (Carpino):
    - Carpinus betulus L. (Carpino bianco)
    - Ostrya carpinifolia Scop. (Carpino nero)
    - Carpinus orientalis Mill. (= Carpinus duinensis Scop.) (Carpinella)

  - Castanea (Castagno):
    - Castanea crenata Sieb. & Zucc. (Castagno giapponese)
    - Castanea sativa MIll. (Castagno)

  - Celtis australis L. (Bagolaro o Spaccasassi)
  - Ceratonia siliqua L. (Carrubo)
  - Cercis siliquastrum L. (Siliquastro)
  - Corylus avellana L. (Nocciolo)
  - Cytisus (Citiso): 
    - Cytisus alpinus Mill. (Citiso alpino)
    - Cytisus laburnum L. (Maggiociondolo)

  - Dalbergia sp. (Palissandri)
    - Dalbergia latifolia Roxb. (Palissandro indiano)
    - Dalbergia retusa Hemsl. (Cocobolo)

  - Eucalyptus sp. (Eucalitti):
  - Fagus sylvatica L. (Faggio)
  - Fraxinus (Frassino): 
    - Fraxinus excelsior L. (Frassino maggiore)
    - Fraxinus ornus L. (Frassino minore, Orniello o Ornello)

  - Juglans (Noce):
    - Juglans nigra L. (Noce nero)
    - Juglans regia L. (Noce comune)

  - Paulownia sp. (Paulownia)
  - Platanus (Platano):
    - Platanus occidentalis L. (Platano occidentale)
    - Platanus orientalis L. (Platano orientale)

  - Populus sp. (Pioppi)
  - Prunus avium L. (Ciliegio montano o Ciliegio selvatico)
  - Quercus (Quercia):
    - Quercus aegilops L. (Quercia greca o Vallonea)
    - Quercus borealis Michx. (= Quercus rubra L.) (Quercia rossa)
    - Quercus cerris L. (Cerro)
    - Quercus coccifera L. (Quercia spinosa)
    - Quercus frainetto Ten. (= Quercus conferta Kit.) (Farnetto)
    - Quercus ilex (Leccio o Elce )
    - Quercus robur  L. (Farnia, Ischia o Quercia gentile, sin. Quercus pedunculata Ehrh.)
    - Quercus petraea (Matt.) Liebl.(Rovere)
    - Quercus pubescens Willd. (Roverella)
    - Quercus suber L. (Sughera)
    - Quercus trojana Webb. (= Quercus macedonica DC.) (Fragno)

  - Robinia pseudoacacia L. (Robinia)
  - Salix sp. (Salice)
  - Sorbus (Sorbo):
    - Sorbus aria Crantz (= Pyrus aria Ehrh.) (Farinaccio o Sorbo montano)
    - Sorbus aucuparia L. (= Pyrus aucuparia Gaertn.) (Sorbo degli uccellatori)
    - Sorbus domestica L. (= Pyrus domestica Ehrh) (Sorbo domestico)
    - Sorbus torminalis Crantz (Ciavardello)

  - Tilia sp. (Tiglio)
  - Triplochiton scleroxylon (Ayous o Obeche)
  - Ulmus (Olmo):
    - Ulmus campestris L. (Olmo campestre)
    - Ulmus montana Stokes & With. (Olmo montano)
    - Ulmus pumilia L. (Olmo siberiano)